# Kobi Oz
Pour les articles homonymes, voir Oz.
Kobi Oz né Yaakov Uzan le 17 septembre 1969 à Sderot est un artiste, chanteur israélien, leader du groupe Teapacks.

## Biographie
Yaakov Uzan est né à Sderot, au sein d'une famille qui émigra depuis la Tunisie en 1942. Il change de nom en 1985 et adopte le patronyme de Kobi Oz. Il a commencé à jouer du clavier dès l'adolescence dans divers groupes, avant de démarré une carrière solo au sortir de son service militaire.
Il sort ses deux premiers albums Silonim (Jets) et Lispor kvasim (Compter les moutons) en 1988, sans réellement percer. Deux ans plus tard, il crée le groupe Teapacks en compagnie du guitariste Einav Cohen, du bassiste Gal Peremen et du batteur Tamir Yemin. Oz et Peremen font toujours partie du groupe à ce jour.
Kobi Oz a également publié deux livres, Avarian tsa'atsua (Petit criminel, 2002) et Moshe Hawato ve Ha'orev (Moshe Hawato et le Corbeau, 1996). En 2007, il organisa une manifestation géante sur la place Rabin, qui réunit 40 000 personnes, pour protester contre les salves de roquettes envoyées depuis la bande de Gaza sur sa ville natale, Sderot, et faire prendre conscience du délai extrêmement court (quelques dizaines de secondes) dont disposent ses habitants pour se mettre à l'abri.

## Vie privée
Kobi Oz a épousé l'actrice israélienne Avital Abergel (en) en 1999. Le couple s'est séparé en 2003.
Il se marie une seconde fois en 2005 avec la musicienne Shira Arad (en), avant de divorcer en 2009.
Il se marie une troisième fois en 2010 avec Bat-Sheva Mizrahi. Le couple a quatre enfants.

## Discographie
- Silonim (Jets), 1988
- Lispor kvasim (Compter les moutons), 1988
- D'ma'ot veYam (Pleurs et océan), 2004
- Mizmorey Nevochim (Psaumes pour les égarés), 2010
- Mizmorim Nosafim (Quelques psaumes supplémentaires), 2011